# Коїмбатур
Коїмбатор (інколи Коямпуттур, або Коїмбатур, англ. Coimbatore, там. கோயம்புத்தூர்), у народі відомий як Коваї (Kovai, கோவை) — мільйонне тамільське місто в Індії. Населення: 1.420.000 (2005). Розташоване в західно-центральній частині штату Таміл-Наду, на південному сході країни. Коямпуттур знаходиться на річці Ноїл, за 480 км на південь від м. Ченнаї (Мадрас), на трасі Ченнаї — Кожикоде. Завжди важливий, завдяки розміщенню при перевалі Палгхат, через який шляхи провадять перетинаючи гірський масив Східні Ґати до західного узбережжя, Коямпуттур є торговельним і переробним центром для сільськогосподарської продукції та виробничим осередком для аграрних потреб. В Коямпуттурі містяться сільськогосподарські та інженерні школи, декілька коледжів Мадраського університету, індустріальний та комерційний музей з модельним комплексом.
Регіон навколо міста є важливою зоною вирощування бавовни. На схилах місцевих гір вирощують теж каву, чай, тикові та сандалові дерева. Знаходяться поклади з яких добувають вапняк, слюду, азбест та берил.
Існують докази поширеної доісторичної активності в регіоні Коямпуттура. До 9-го століття це була автономна територія знана як Конґу Над, але пізніше була завойована віджаянаґарськими, мусульманськими та британськими правителями. Рух Бгудан (Дар Землі) за перерозподіл землі для безземельних селян, розпочався в регіоні у 1950-х.

## Клімат
Місто знаходиться у зоні, котра характеризується кліматом тропічних саван. Найтепліший місяць — квітень із середньою температурою 29.8 °C (85.6 °F). Найхолодніший місяць — грудень, із середньою температурою 24 °С (75.2 °F).
| Клімат Коїмбатура       | Клімат Коїмбатура | Клімат Коїмбатура | Клімат Коїмбатура | Клімат Коїмбатура | Клімат Коїмбатура | Клімат Коїмбатура | Клімат Коїмбатура | Клімат Коїмбатура | Клімат Коїмбатура | Клімат Коїмбатура | Клімат Коїмбатура | Клімат Коїмбатура | Клімат Коїмбатура |
| Показник                | Січ.              | Лют.              | Бер.              | Квіт.             | Трав.             | Черв.             | Лип.              | Серп.             | Вер.              | Жовт.             | Лист.             | Груд.             | Рік               |
| Абсолютний максимум, °C | 33                | 37                | 39                | 40                | 41                | 38                | 37                | 38                | 37                | 37                | 33                | 33                | 41                |
| Середній максимум, °C   | 30,2              | 32,9              | 35,5              | 36,2              | 34,7              | 32                | 30,8              | 31,3              | 32,2              | 31,3              | 29,9              | 29,1              | 32,2              |
| Середня температура, °C | 24,2              | 26,1              | 28,4              | 29,8              | 29                | 27,2              | 26,3              | 26,5              | 27                | 26,6              | 25,3              | 24                | 26,7              |
| Середній мінімум, °C    | 18,1              | 19,2              | 21,3              | 23,3              | 23,3              | 22,3              | 21,7              | 21,7              | 21,8              | 21,8              | 20,6              | 18,8              | 21,2              |
| Абсолютний мінімум, °C  | 15                | 15                | 17                | 20                | 20                | 20                | 20                | 21                | 20                | 16                | 15                | 12                | 12                |
| Норма опадів, мм        | 6.6               | 8.9               | 12                | 49.4              | 68.8              | 84.4              | 34.3              | 28.4              | 57.3              | 136.7             | 119.3             | 40.8              | 646.9             |
| Днів з опадами          | 1                 | 1                 | 2                 | 3                 | 5                 | 8                 | 8                 | 8                 | 8                 | 8                 | 8                 | 4                 | 64                |
| Днів з дощем            | 1                 | 1                 | 2                 | 3                 | 5                 | 8                 | 8                 | 8                 | 8                 | 8                 | 8                 | 4                 | 64                |
| ----------------------- | ----------------- | ----------------- | ----------------- | ----------------- | ----------------- | ----------------- | ----------------- | ----------------- | ----------------- | ----------------- | ----------------- | ----------------- | ----------------- |
| Джерело: Weatherbase    |                   |                   |                   |                   |                   |                   |                   |                   |                   |                   |                   |                   |                   |

## Джерело
- Енциклопедія Британніка [Архівовано 6 вересня 2010 у Wayback Machine.]

| Індія | Це незавершена стаття з географії Індії. Ви можете допомогти проєкту, виправивши або дописавши її. |